# Macrolobium longeracemosum
Macrolobium longeracemosum är en ärtväxtart som beskrevs av Gerda Jane Hillegonda Amshoff. Macrolobium longeracemosum ingår i släktet Macrolobium och familjen ärtväxter. Inga underarter finns listade i Catalogue of Life.